# Haus Witten

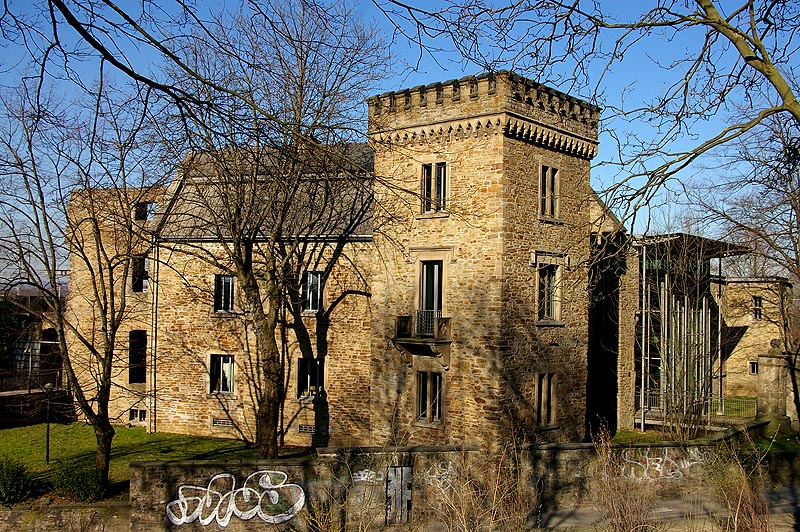
Haus Witten, Seitenansicht

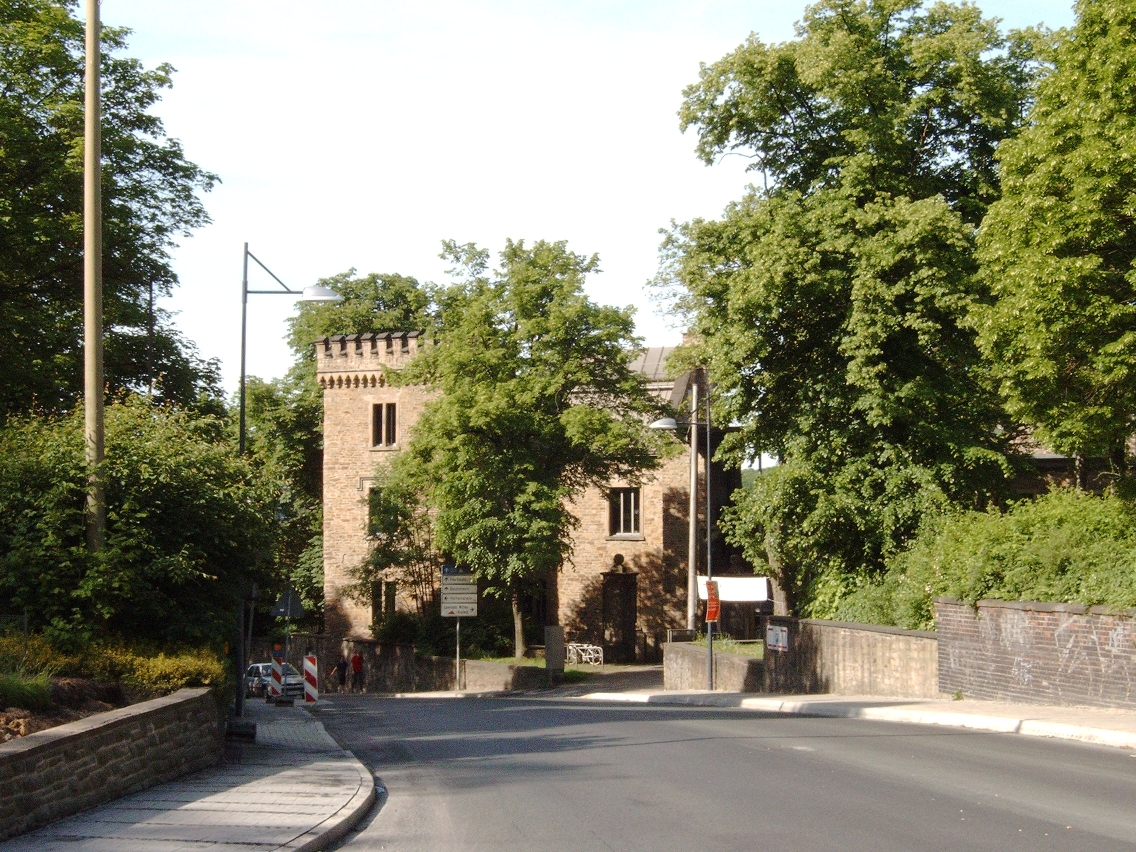
Haus Witten von der Ruhrstraße aus gesehen

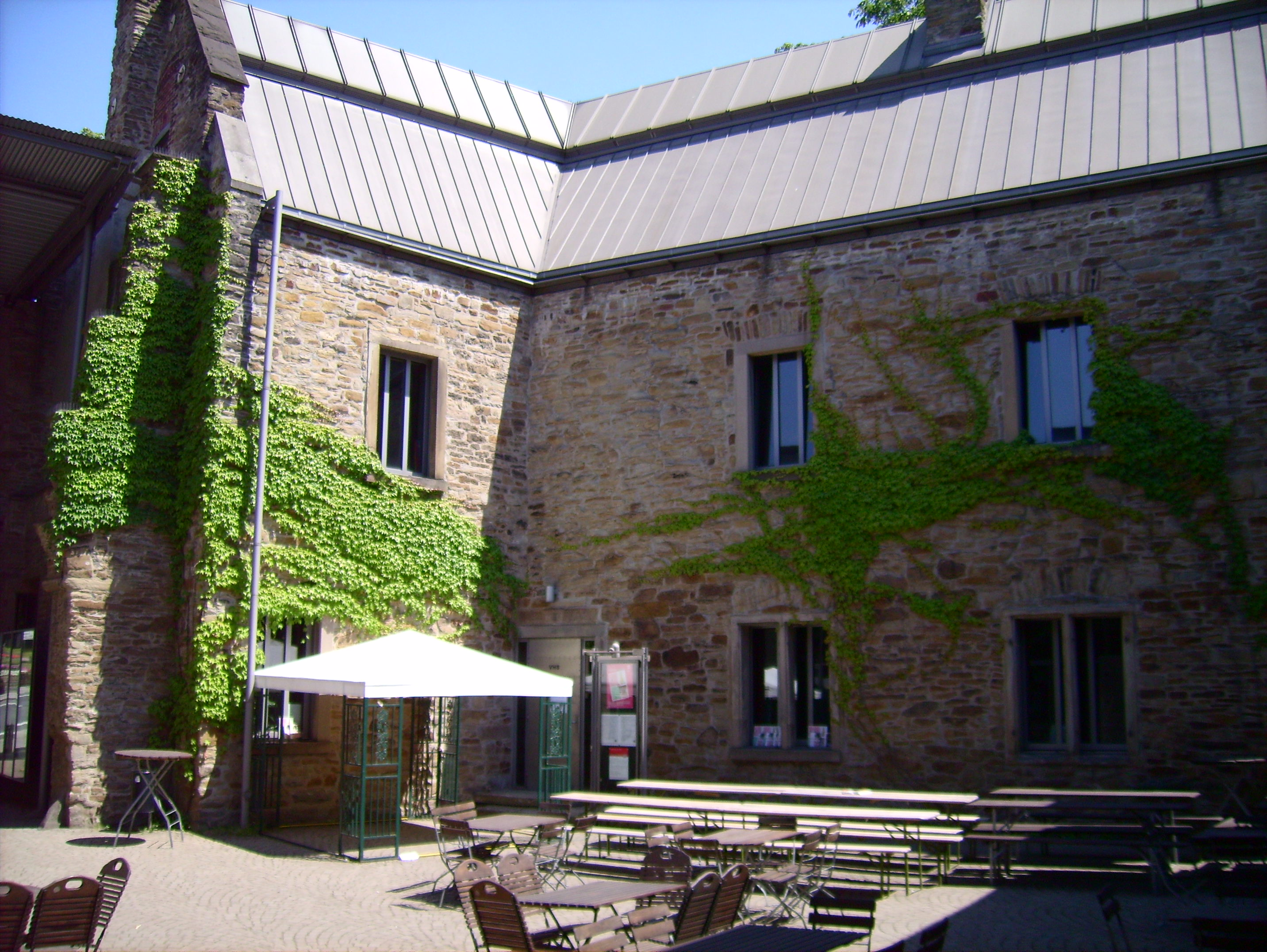
Der Innenhof von Haus Witten

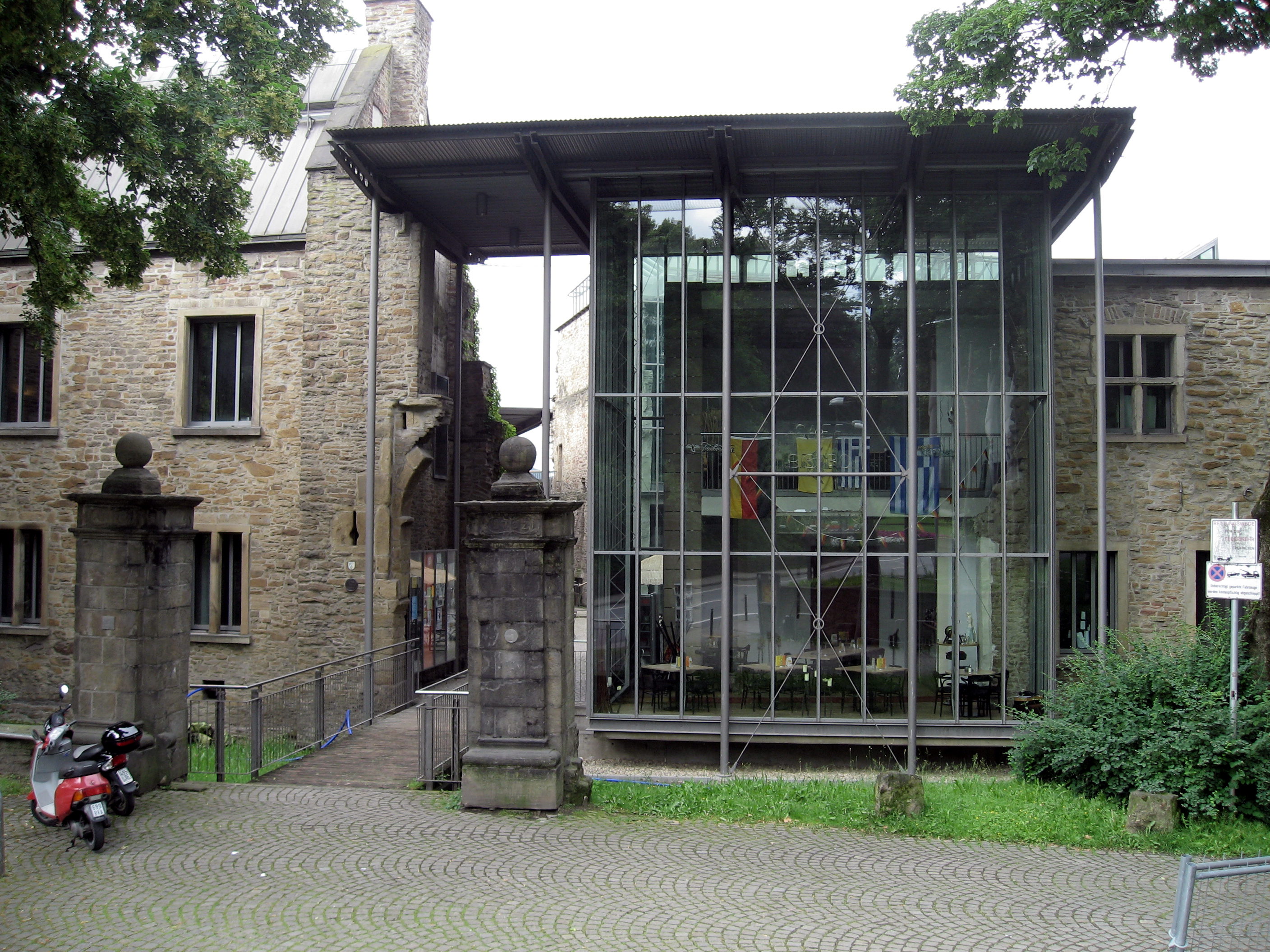
Glas und Stahl im Kontrast zur alten Substanz

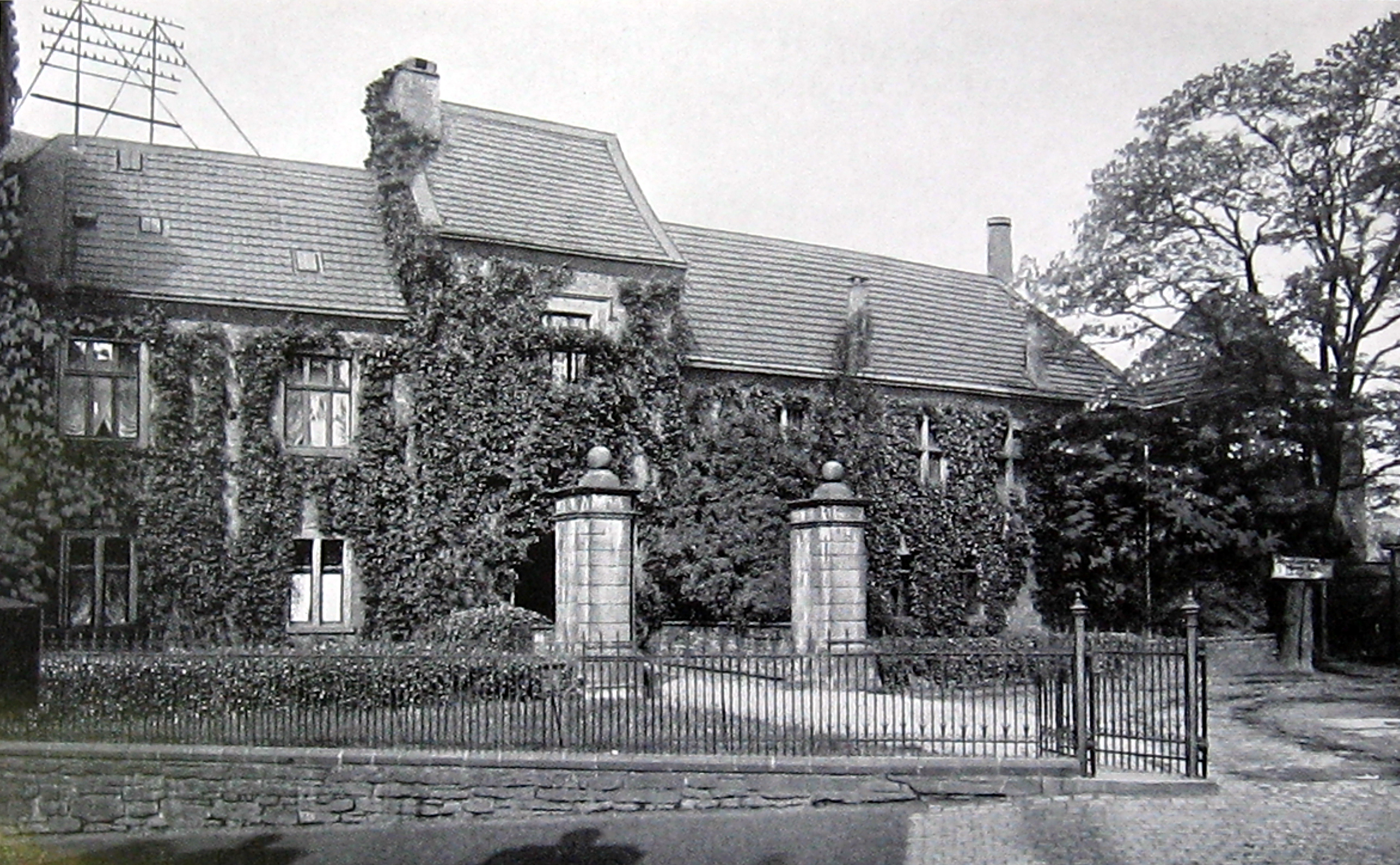
Historische Ansicht

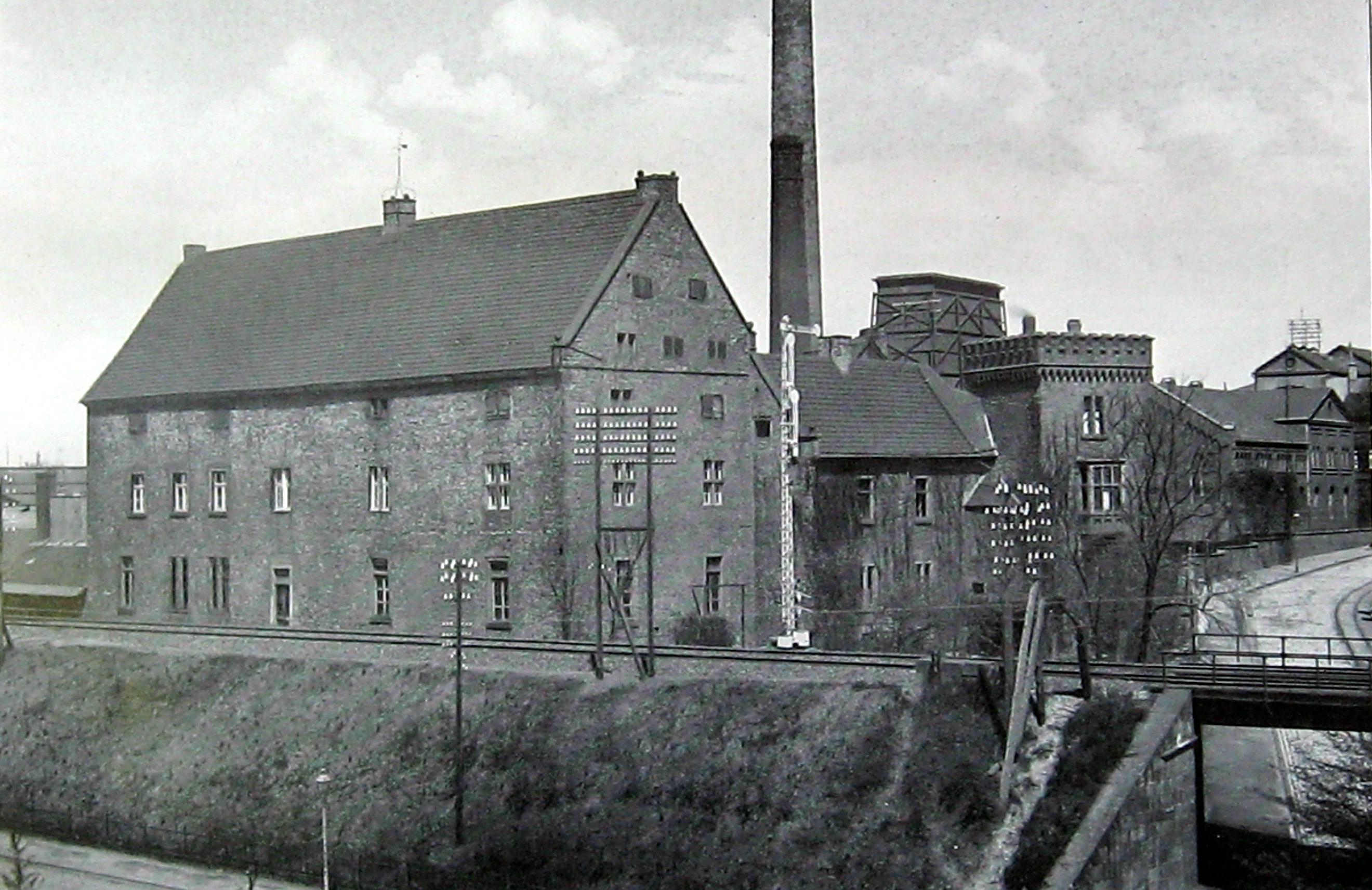
Historische Ansicht Blickrichtung nordwärts

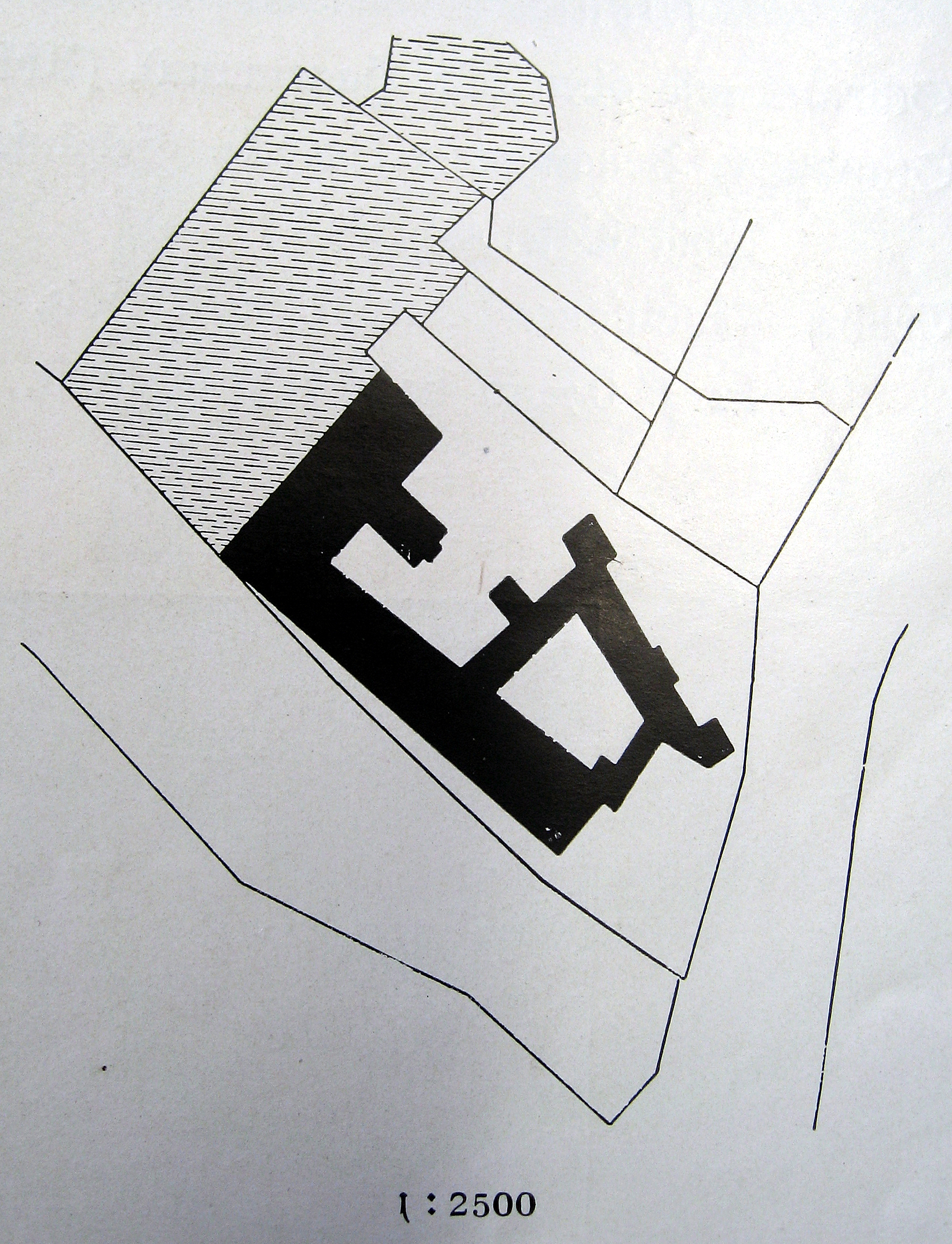
Lageplan des Hauses Witten um 1910

Das Haus Witten, auch Burg Berge zu Witten, ist ein früherer Rittersitz im Süden der Innenstadt Wittens, der von Rötger von Witten und seinem Bruder Franco um 1470 errichtet wurde und heute die Musikschule, Veranstaltungsräume innen und außen sowie ein Café/Restaurant beherbergt. Es liegt ca. 90 m ü. NN.

## Geschichte
Die erste urkundliche Erwähnung stammt aus dem Jahre 1479. Das Rittergut lag auf einem Abhang zur Ruhr, teilweise durch einen Graben und eine Gräfte, die von der Huistenbecke gespeist wurde, geschützt.
Während des Jülich-Klevischen Erbfolgestreits 1651 wurde Haus Witten durch die Truppen des Herzogs Karl von Lothringen in Brand geschossen.
Gerhard Wennemar von der Recke, Gerichtsherr von Witten, ließ das Haus 1701 wieder aufbauen und um barocke Stilelemente bereichern.
Im Jahre 1790 wurde die Anlage vom Kaufmann Johann Friedrich Lohmann aus Schwelm gepachtet, der auf dem Gelände eine Gussstahlfabrik und eine Kornbrennerei einrichtete, und um 1815 von ihm erworben. Umbauten von 1878 veränderten das Erscheinungsbild des Hauses stark.

### Haus Witten im Zweiten Weltkrieg
Aufgrund des schlechten Zustands wurde im Jahre 1937 Haus Witten an die Stadt Witten verkauft und von der Hitler-Jugend genutzt.
Gegen Ende des Zweiten Weltkriegs wurde das Haus durch Luftangriffe am 12. Dezember 1944 und am 19. März 1945 erheblich beschädigt. Erhalten blieben vor allem der Turm zur Straßenseite, Teile des Wohntraktes und die Außenmauern der drei Flügel. Über viele Jahrzehnte blieb Haus Witten eine Ruine.
Nach der Bombardierung wurden Gebäudeteile wie etwa Giebel entfernt, um die Ruine zu sichern. 1964 kam es aufgrund erneuter Sicherungsarbeiten zu weiteren Substanzverlusten. Es wurde erwogen, die Reste des Hauses Witten als „gepflegte Ruine“ zu erhalten. 1975 bis 1988 wurde die Ruine dann in neun Bauabschnitten restauriert. Auch dabei wurde weitere einsturzgefährdete Bausubstanz entfernt.

### Restaurierung
Seit 1988 entwickelten sich mit Unterstützung der Landesregierung neue Perspektiven. Das Haus Witten sollte durch Ausbau neue Räume für Volkshochschule und Musikschule sowie für andere kulturelle Projekte bieten. Dabei sollte auf eine historische Rekonstruktion verzichtet werden. Die neu zu errichtenden Bauteile sollten sich bewusst in Material und Form von der alten Substanz absetzen. Der Leiter des Westfälischen Amtes für Denkmalpflege, Eberhard Grunsky, legitimierte dieses Konzept mit dem Zustand der Ruine nach dem Zweiten Weltkrieg:

„Als Baudenkmal geschützt ist nicht Haus Berge in seiner Gestalt vor dem Zweiten Weltkrieg, sondern der heute vorhandene fragmentarische Bestand. Die denkmalpflegerische Aufgabe wird deshalb nicht darin bestehen, durch Ergänzung der Ruine ein früheres Erscheinungsbild wiederherzustellen. Die vorrangige denkmalpflegerische Aufgabe wird darin gesehen, die für die Nutzung notwendigen Neubauteile konstruktiv als selbständige Einheiten zu konzipieren und auszuführen, so daß Eingriffe in die historische Substanz auf das unumgängliche Minimum beschränkt bleiben.“

In den Jahren 1992 bis 1996 wurde unter Leitung der Architekten Hans Busso von Busse und Eberhard Carl Klapp die Anlage unter Wahrung des ehemaligen Grundrisses und der Mauerreste mit Stahl-, Beton- und Glaselementen wieder errichtet und 1998 mit dem Architekturpreis Nordrhein-Westfalen des Bundes Deutscher Architekten BDA ausgezeichnet. Auffällige Bauelemente sind die verschieden geformten Stahlfenster und -türen im Kontrast zur unverputzten alten Bausubstanz, die regelmäßigen Betonkassetten der Decken und verschiedene weitere Stahlelemente wie Säulen, Stützen, Treppen und Fassadenteile.

## Heutige Nutzung
Haus Witten beherbergt heute unter anderem die städtische Musikschule, die Wittener Integrationsstelle und ein Restaurant. Außerdem gibt es verschiedene Veranstaltungsräume, darunter einen Kino- und Konzertsaal. Des Weiteren ist es möglich, in den Räumlichkeiten des Hauses Witten zu heiraten. Im Keller des Hauses befindet sich zusätzlich eine kleine Dauerausstellung mit historischen Funden, die in Verbindung mit Haus Witten und der Stadt Witten selbst stehen. Der Innenhof sowie der Konzertsaal dienen als Spielort der ExtraSchicht, des Kultursommers und der Wittener Tage für neue Kammermusik. Seit 2011 ist es eine Station in der Route der Industriekultur, Themenroute 11 Frühe Industrialisierung.